# Havert
Havert is een dorp in de gemeente Selfkant in de Kreis Heinsberg dat grotendeels omsloten wordt door Nederlands grondgebied.

## Geschiedenis
Havert werd voor het eerst vermeld in 1118, als Havert. Ook was er toen al sprake van een Sint-Gertrudiskerk.
In 1949 werd Havert geannexeerd door Nederland. In 1963 werd het drostambt Tudderen, waartoe Havert behoort, opnieuw Duits grondgebied.

## Bezienswaardigheden
- Sint-Gertrudiskerk, met toren van 1521 en schip van 1863
- Wegkruisen
- Haus Wammen, hofstede uit de 17e en 18e eeuw

## Natuur en landschap
Havert ligt in de vallei van de Saeffeler Bach op een hoogte van ongeveer 46 meter.

## Nabijgelegen kernen
Höngen, Schalbruch, Isenbruch, Tüddern
Dieck · Großwehrhagen · Havert · Heilder · Hillensberg · Höngen · Isenbruch · Kleinwehrhagen · Millen · Millen-Bruch · Saeffelen · Schalbruch · Stein · Süsterseel · Tüddern · Wehr

Kreis Heinsberg · Regierungsbezirk Keulen · Noordrijn-Westfalen